# Candiba
Candiba là một đô thị thuộc bang Bahia, Brasil. Đô thị này có diện tích 397,965 km², dân số năm 2007 là 12066 người, mật độ 30,32 người/km².